# Setōchi mūnraito serenāde
Pour plus de détails, voir Fiche technique et Distribution.
Setōchi mūnraito serenāde (瀬戸内ムーンライト・セレナーデ) est un film japonais réalisé par Masahiro Shinoda, sorti en 1997.

## Synopsis
Un journaliste couvrant le séisme de 1995 à Kobe se souvient d'un voyage qu'il a fait enfant.

## Fiche technique
- Titre : Setōchi mūnraito serenāde
- Titre original : 瀬戸内ムーンライト・セレナーデ
- Titre anglophone : Moonlight Serenade
- Réalisation : Masahiro Shinoda
- Scénario : Katsuo Naruse (ja), d'après le roman Kiga ryokō (飢餓旅行?) de Yū Aku[1]
- Musique : Shin'ichirō Ikebe
- Photographie : Tatsuo Suzuki
- Montage : Hirohide Abe (ja)
- Décors : Noriyoshi Ikeya (ja)
- Production : Masaru Koibuchi et Taketo Niitsu
- Société de production : Pony Canyon et Shōchiku
- Pays d'origine :  Japon
- Langue originale : japonais
- Format : couleur - 1,85:1 - 35 mm[1]
- Genre : drame
- Durée : 117 minutes[2]
- Dates de sortie : 
  - Japon : 15 mars 1997[2]

## Distribution
- Kyōzō Nagatsuka : Koichi / Keita Onda âgé
- Hideyuki Kasahara (ja) : Keita Onda jeune
- Jun Toba (ja) : Koji
- Shima Iwashita : Fuji
- Hinano Yoshikawa (ja) : Yukiko
- Michiko Hada : Komachi
- Sayuri Kawauchi : Hideko Onda
- Junji Takada (ja) : vendeur au marché noir
- Toshiya Nagasawa (ja) : un soldat démobilisé

## Distinctions
Sauf indication contraire, les informations mentionnées dans cette section peuvent être confirmées par la base de données cinématographiques IMDb,  présente dans la section « Liens externes ».

### Récompenses
- 1998 : prix des meilleurs décors pour Noriyoshi Ikeya (ja) et de la révélation de l'année pour Hinano Yoshikawa (ja) aux Japan Academy Prize[3]
- 1998 : prix Kinema Junpō du meilleur nouvel acteur pour Jun Toba (ja)
- 1998 : grand prix Sponichi du nouveau talent pour Hinano Yoshikawa[4]

### Sélections
- 1997 : Setōchi mūnraito serenāde est présenté en sélection officielle en compétition lors de Berlinale[5]
- 1998 : prix du meilleur acteur pour Kyōzō Nagatsuka aux Japan Academy Prize[3]